# 嫩江
嫩江（汉语拼音字母：Nûûn Moron，穆麟德轉寫：non ula），河源处又译为南瓮河或纳文慕仁（达斡尔语「嫩江」之意），上游古称孛古江，是松花江最大支流。位于中国黑龙江省西部，部分河段為黑龙江省與內蒙古自治區邊界。源出大兴安岭北麓伊勒呼里山，南流到镇赉县，经吉林省大安市在三岔河汇入松花江。长1370千米，流域面积28.3万平方千米。嫩江古称弱水、那河、捺河、难水、难河、讷兀河、脑温江、恼温必拉等，辽金时期嫩江流域属北部边防的战略要地。

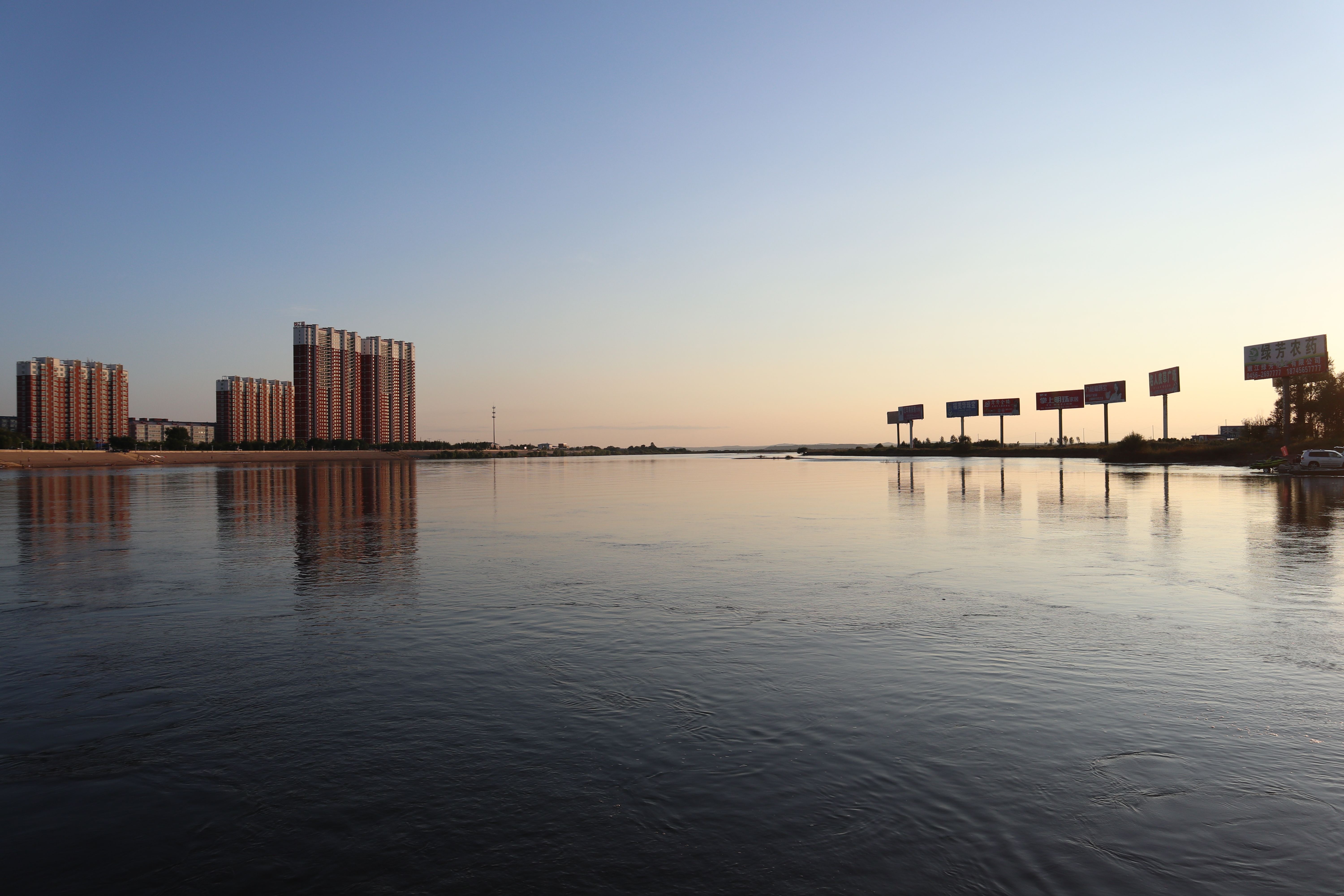
嫩江上游，图中左侧为与嫩江同名的黑龙江省嫩江市，右侧为内蒙古自治区莫力达瓦达斡尔族自治旗

河源至嫩江市区为上游，河谷狭窄，森林覆盖植被良好，河水含沙量较小。嫩江市至莫力达瓦达斡尔族自治旗驻地为中游。从莫力达瓦达斡尔族自治旗驻地至三岔河口为下游。中游和下游河谷宽阔，中高水位时最大水面宽450～800米，最大水深6～13米；枯水位时最大水面宽170～180米；两岸湿地有许多湖泊、沼泽。
嫩江位于中高纬度地区，属于温带大陆和季风气候过渡区域。地处半湿润地区，年降水量370～500毫米，上游多于下游，年均流量723立方米/秒，年均径流量228亿立方米。左岸支流有卧都河、门鲁河、科洛河、讷谟尔河，右岸支流主要有罕诺河、那都里河、多布库尔河、欧肯河、甘河、霍日里河、诺敏河、阿伦河、音河、雅鲁河、绰尔河、呼尔勒河、洮儿河、霍林河等。
嫩江有4个月冰期，通航时江轮可航至齐齐哈尔。嫩江流经坡度很缓的松嫩平原，建有查哈阳灌区和北部、中部、南部引嫩水利工程，其流域是黑龙江省主要粮食产区之一。